# Amphipoea lusca
Amphipoea lusca är en fjärilsart som beskrevs av Smith 1891. Amphipoea lusca ingår i släktet Amphipoea och familjen nattflyn. Inga underarter finns listade i Catalogue of Life.